# Battesimo di Cristo (Cima da Conegliano)
Il Battesimo di Cristo è un dipinto olio su tavola (350x210 cm) di Cima da Conegliano, databile al 1492 e conservata nella Chiesa di San Giovanni in Bragora a Venezia.

## Descrizione
Questo dipinto raffigura al centro della scena il Cristo in posizione eretta con le mani giunte ed in atteggiamento di umile sottomissione al battesimo e leggermente inclinato a destra verso san Giovanni Battista in procinto di battezzarlo. 
Sulla sinistra del dipinto tre angeli intenti a porgere a Cristo gli abiti di colore blu e rosso con cui dovrà rivestirsi dopo il battesimo.
In alto sopra la scena i Cori angelici.
Il dipinto venne restaurato da Domenico Maggiotto nel 1781, restauro che ottenne però molte critiche